# Paul Grice
Herbert Paul Grice (Birmingham, 13 marzo 1913 – Berkeley, 28 agosto 1988) è stato un filosofo inglese.
Celebre pragmatista, è noto per la sua teoria delle massime conversazionali e il principio di cooperazione.
Ha studiato e insegnato all'Università di Oxford, dove diventa uno dei massimi esponenti della "filosofia del linguaggio ordinario" assieme a  John Austin. Nell'anno accademico 1967-68 si trasferisce all'Università di Berkeley. Nella primavera del 1967 era stato chiamato dall'Università di Harvard per tenere le William James Lectures, che costituiranno il nucleo centrale della sua opera più famosa, Studies in the Way of Words del 1989 ("Logica e conversazione", trad. it del 1993).

## Meaning (1957)
Tra le principali nozioni della pragmatica risulta la distinzione tra significato naturale e significato non naturale fornita direttamente da Paul Grice in uno dei suoi saggi, Meaning del 1957. Si tratta della distinzione tra ciò che significano le parole (mean) e ciò che vogliono dire i parlanti; tra ciò che viene detto (said) e ciò che viene solamente fatto intendere (implied). Secondo il filosofo, il significato naturale si presenta quando un certo segno vuole dire qualcosa, mentre il significato non naturale si presenta quando vogliamo dire qualcosa adoperando un certo segno. Grice utilizza in particolare due esempi per spiegare meglio il concetto, ovvero:
1. Queste macchie significano morbillo (Those spots mean measless)
2. Questi tre squilli del campanello indicano che l'autobus è pieno (Those three rings of the bell mean that the bus is full)

Nel primo caso (significato naturale) è evidente che nessuno vuole comunicare qualcosa al paziente con la macchia ma semplicemente che il soggetto in questione ha il morbillo e lo si capisce dalla presenza di questi particolari sintomi. Nel secondo caso (significato non naturale), al contrario, attraverso i tre squilli di campanello, l’autista vuole dire ai passeggeri che l’autobus è pieno e che pertanto non c’è più posto per nessun altro. In altre parole, quindi, il significato non naturale è ciò che ogni singolo parlante intende dire, in un determinato stato di cose, con un certo segno, o (nell'ambito linguistico) con la parola, che successivamente Grice chiamerà "significato del parlante".
In questa nuova prospettiva, il significato è strettamente legato all'intenzione del parlante di produrre un certo tipo di effetto o di risposta, mediante l’utilizzo del segno, in una data situazione. Nonostante ciò però, la sola intenzione non è sufficiente per ottenere l’effetto desiderato sull'interlocutore, infatti è necessario che quest’ultimo riconosca cosa il parlante stesso vuole ottenere. In sostanza, il significato del parlante definisce ciò che si vuole dire in una data circostanza attraverso l’enunciato che si utilizza, ma le singole parole presenti nelle frasi dell’enunciato che si impiega, vogliono dire la stessa cosa che intende il parlante?
Durante una conversazione capita spesso, anche inconsciamente, che quello che intendiamo dire si distanzi dal significato letterale delle parole o che vogliamo dire di più di quanto effettivamente significhino.
esempio:
Interlocutore A: "Sa che ore sono?"
Interlocutore B: "L'autobus è appena passato!"
Il primo enunciato, pronunciato in una data situazione, verrà automaticamente interpretato come una richiesta da parte dell’interlocutore di sapere l’orario, mentre il significato letterale è una richiesta di informazione per quanto riguarda la conoscenza dell’altro. Seguendo il significato letterale la risposta a questa domanda dovrebbe essere un sì o un no; come si spiega quindi la risposta? Apparentemente questa interazione non ha molto senso se non siamo a conoscenza delle circostanze in cui avviene. Diventa tutto più chiaro nel momento in cui sappiamo che si tratta due persone giunte da poco davanti alla fermata dell’autobus. Perciò il secondo enunciato significa probabilmente che entrambe sono arrivate in ritardo e hanno perso il mezzo. Apprendere la situazione in cui si trovano i due interlocutori, di conseguenza, ci può dare la possibilità di fare ipotesi per quanto riguarda le reciproche intenzioni comunicative.
Utilizzando i termini di Grice, queste due frasi sono ciò che viene fatto intendere, mentre il loro significato letterale è quanto viene effettivamente detto. È questo il caso dell’implicatura conversazionale, ossia collegare in modo sistematico quanto viene detto a quanto viene fatto intendere.

## Logic and conversation(1975)
Con questo saggio Grice ha dato un enorme contributo alla teoria del significato e alla comunicazione. Inoltre, ha fissato regole fondamentali alla conversazione fra individui soggetti a quello che lui definisce Principio di cooperazione: «Conforma il tuo contributo conversazionale a quanto è richiesto, nel momento in cui avviene, dall'intento comune accettato o dalla direzione dello scambio verbale in cui sei impegnato».
Il principio di cooperazione è dunque una convenzione sociale e culturale la quale ci aiuta a interpretare il significato contestuale di un enunciato, ovvero la sua implicatura conversazionale. Le regole del principio di cooperazione sono quattro e vanno sotto il nome di massime conversazionali:
- della quantità: mi aspetto che il contributo del mio partner linguistico sia né più né meno di quanto è richiesto ("Dai un contributo appropriato sotto il profilo della quantità di informazioni");

- della qualità: mi aspetto che il contributo dell'altro sia autentico ("Non dire cose che credi false o che non hai ragione di credere vere");

- della relazione: mi aspetto che il contributo del partner sia appropriato alle esigenze immediate in ciascun fase della transazione ("Dai un contributo pertinente ad ogni stadio della comunicazione");

- della modalità: "mi aspetto che il partner renda esplicito quale contributo mi sta fornendo e che lo esegua con ragionevole sollecitudine" ("Esprimiti in modo chiaro, breve, ordinato").[2]

Com'è ovvio, queste massime possono essere violate o sfruttate secondo gli scopi comunicativi. Qualsiasi comportamento derivante dalla loro osservanza, violazione o sfruttamento – come già anticipato – genera delle implicature conversazionali (da tener separate dall'implicazione logica), le quali si sostanziano in un'«informazione supplementare derivante dal confronto di ciò che il parlante ha detto con la sua supposta aderenza al principio di cooperazione e alle massime».
Ad esempio, se al mio interlocutore dico "Quella signora è una vecchia ciabatta", e questi replica "Che bella giornata oggi, non è vero?" [esempio ripreso liberamente da Logica e conversazione] – dal fatto che egli non sta rispettando la massima della relazione (la sua risposta manca di pertinenza), e dall'assunto che stia comunque rispettando il principio di cooperazione (non ho motivo per ritenere l'opposto) – inferisco che la violazione della massima è deliberata (non accidentale): la sua conversazione implica che egli non voglia pronunciarsi sulla signora in questione.

## Implicature conversazionali
Le implicature conversazionali sono tali in quanto «essenzialmente collegate a certe caratteristiche generali del discorso» (Logica e conversazione, trad. it. p. 59), e si distinguono infatti da altri tipi di implicature: principalmente dalle implicature convenzionali, legate invece al significato convenzionale delle parole usate nel discorso (ad esempio, l'uso della cong. 'ma' ci segnala una contrapposizione fra le informazioni presenti alla sua sinistra e alla sua destra: fra la reggente e la subordinata). Da ultimo, il concetto di implicatura conversazionale è fondamentale – in pragmatica – per calcolare l'informazione proveniente dal rapporto tra il linguaggio e il contesto in cui viene usato.
A partire dal 1975, molti sono stati i linguisti e i filosofi che hanno raccolto l'insegnamento di Grice, sviluppandolo in varie direzioni; di fatto, la teoria griceana della comunicazione ha come pregi la semplicità e l'aderenza al percepito, al quotidiano, aspetti per i quali risulta molto intuitiva e interessante da esplorare. A titolo esemplificativo, possiamo ricordare il lavoro di Dan Sperber e Deirdre Wilson (Relevance: Communication and Cognition, Oxford: Blackwell, 1986; 19952), il conseguente formalismo logico di Gerald Gazdar (Pragmatics: Implicature, Presupposition and Logical Form, New York: Academic Press, 1979), l'approfondita analisi e sviluppo recenti di Stephen C. Levinson (Presumptive Meanings, Cambridge: MIT Press, 2000) o la critica di W. A. Davis (Implicature: Intention, Convention, and Principle in the Failure of Gricean Theory, Cambridge: Cambridge University Press, 1998).

## Tipi ed esempi di implicature
In generale, l'implicatura è un senso reso disponibile da un enunciato: è ciò che il parlante intende trasmettere unitamente a ciò che fa (pràgma designa il fatto, la faccenda) o mostra di dire, o almeno è disposto a lasciar credere all'interlocutore. Fondamentale per la riuscita delle implicature è l'assunzione di cooperatività dei parlanti.
Le implicature convenzionali – si è visto – nascono dal significato convenzionale degli elementi linguistici che le suscitano. Nell'esempio sull'uso della cong. ma, dire "Francesca è bella, ma è intelligente" implica convenzionalmente che sia quantomeno inaspettato che una persona (o una donna) bella sia anche intelligente. Grice usò therefore 'quindi': "Egli è inglese, quindi è coraggioso". Il parlante implica che l'essere inglese comporti la dote del coraggio – pur non affermandolo.
Due le principali differenze che fanno distinguere un'implicatura convenzionale da una presupposizione – concetto introdotto da Frege nell'Über Sinn und Bedeutung (1892), e sviscerato produttivamente fino agli anni Settanta: da un lato, il fatto che la presupposizione è un implicito dato per scontato e fa parte di un contesto di conoscenze comuni – o presunte tali – a parlante e ascoltatore, tale da non metterla in discussione («shielded from the challenge», nelle parole di Talmy Givón in Mind, Code and Context: Essays in Pragmatics, Hillsdale-London: Lawrence Erlbaum, 1989); dall'altro, il fatto che il valore di verità di una implicatura non ha effetti sulla possibilità di assegnare un valore di verità all'enunciato che la fa scaturire – al contrario di una presupposizione la quale, se falsa, rende impossibile dare all'enunciato che l'attiva un valore di verità.
Esemplificando:
Egli è inglese, quindi è coraggioso porta e autorizza – attraverso l'implicatura suscitata da quindi – a pensare che tutti gli inglesi siano coraggiosi, ma qualora non tutti lo fossero rimarrebbe vero che la persona cui si allude con l'enunciato è inglese e coraggiosa; quanto meno, sarebbe possibile dire se sia vero o falso che egli oltre che inglese sia anche coraggioso.

Lo zio di Giulia è simpatico presuppone che Giulia (una Giulia pertinente alla conversazione) abbia uno zio, del quale si può dire se sia vero o falso che sia simpatico; ma se la Giulia cui si fa riferimento non avesse alcuno zio, non sarebbe possibile assegnare all'enunciato alcun valore di verità.
Le implicature conversazionali sono specifiche della conversazione in corso e non hanno valore convenzionale; possono essere distinte in base alla massima che sfruttano per venire inferite. Ad esempio, in una conversazione tra chi ha la macchina in panne e chi si ferma per dare aiuto, se il secondo dice "C'è un distributore di benzina dietro l'angolo", non si interpreterà la frase come una violazione della massima di relazione; piuttosto, attiverà un percorso argomentativo che porti a capire che secondo il parlante il problema sta nell'aver esaurito il carburante, che è necessario rimetterne un po' nella macchina, che il carburante è acquistabile presso i distributori di benzina, e che poco distante ce ne è uno che il parlante ritiene aperto.
Grice distingue anche le implicature conversazionali generalizzate da quelle particolarizzate, benché non fornisca una teoria completa e soddisfacente che permetta di distinguere chiaramente tra le implicature generalizzate, da una parte, e le implicature particolarizzate e quelle convenzionali, dall'altra. Alcuni filosofi del linguaggio e linguisti successivi hanno tentato di approfondire l'analisi delle implicature conversazionali generalizzate, come, per esempio Stephen Levinson in Presumptive Meanings: The Theory of Generalized Conversational Implicature, MIT Press (2000).

## Opere
- (EN)  "Personal Identity" (1941), in Mind, n. 50, pp. 330–50; ristampato in John Perry (a cura di), Personal Identity, Berkeley: University of California Press, 1975, pp. 73–95.
- (EN)  "In Defence of a Dogma" (1957), in Philosophical Review, n. 65, pp. 141–58 (con P. F. Strawson), poi in Studies in the Way of Words.
- (EN)  "Meaning" (1957), in The Philosophical Review, n. 66, pp. 377–88, poi in Studies in the Way of Words.
- (EN)  "The Causal Theory of Perception" (1961), in Proceedings of the Aristotelian Society, n. 35 (supplemento), pp. 121–52, poi in Studies in the Way of Words.
- (EN)  "Utterer's Meaning, Sentence Meaning and Word Meaning" (1968), in Foundations of Language, n. 4, pp. 225–42, poi in Studies in the Way of Words.
- (EN)  "Vacuous Names" (1969), in Donald Davidson e Jaakko Hintikka (a cura di), Words and Objections, Dordrecht: Reidel, pp. 118–45.
- (EN)  "Utterer's Meaning and Intention" (1969), in The Philosophical Review, n. 78, pp. 147–77, poi in Studies in the Way of Words.
- (EN)  "Intention and Uncertainty" (1971), in Proceedings of the British Academy, pp. 263–79.
- (EN)  "Method in Philosophical Psychology: From the Banal to the Bizarre" (1975), in Proceedings and Addresses of the American Philosophical Association, n. 48, pp. 23–53.
- "Logic and Conversation" (1975), in Peter Cole e J. Morgan (a cura di), Syntax and semantics, vol. 3: Speech acts, New York: Academic Press, 1975, pp. 41–58; trad. it. di Giorgio Moro in Logica e Conversazione, Bologna: Il Mulino, 1993, pp. 55–77.
- (EN)  "Further Notes on Logic and Conversation" (1978), in Peter Cole (a cura di), Syntax and Semantics, vol. 9: Pragmatics, New York, Academic Press, 1978, pp. 113–28, poi in Studies in the Way of Words.
- (EN)  "Presupposition and Conversational Implicature" (1981), in Peter Cole (a cura di), Radical Pragmatics, New York: Academic Press, pp. 183–98.
- (EN)  "Meaning Revisited" (1982), in N. V. Smith (a cura di), Mutual Knowledge, New York: Academic Press, pp. 223–43, poi in Studies in the Way of Words.
- (EN)  Studies in the Way of Words, Cambridge-London: Harvard University Press, 1989
- (EN)  The Conception of Value (le sue "John Locke Lectures" del 1979), introduzione di Judith Baker, Oxford: Clarendon Press, 1991
- Logica e conversazione: saggi su intenzione, significato e comunicazione, a cura di Giorgio Moro, Bologna: Il Mulino, 1993 ISBN 88-15-03789-6

## Studi
- Giovanna Cosenza, Intenzioni, significato, comunicazione: la filosofia del linguaggio di Paul Grice, Bologna: CLUEB, 1997 ISBN 88-8091-510-X; Milano: Bompiani, 20022 ISBN 978-88-452-5332-4
- (EN)  Aspects of Reason, a cura di Richard Warner, Oxford: Clarendon e Oxford University Press, 2001
- (EN)  Siobhan Chapman, Paul Grice: Philosopher and Linguist, Houndmills: Palgrave Macmillan, 2005